# Deh Cheshmeh
Deh Cheshmeh (farsi ده چشمه) è una città dello shahrestān di Farsan, circoscrizione Centrale, nella provincia di Chahar Mahal e Bakhtiari. Aveva, nel 2006, una popolazione di 4.699 abitanti.